# Karel Žák
Karel Žák (22. ledna 1887 Třebíč – 8. dubna 1963 Brno, jinak též Carolus Žák) byl český duchovní, papežský komoří a pedagog.

## Biografie
Karel Žák se narodil v roce 1887 v Třebíči, jeho rodiči byli obuvník Emanuel Žák a Josefa Žáková, jeho bratrem byl pedagog Rudolf Žák. Vystudoval právnickou a teologickou fakultu, studoval biskupský alumnát na Antonínské ulici v Brně a následně se stal duchovním. Po studiu v roce 1914 působil jako kooperátor v Miroslavi, roku 1919 přešel do Letovic na pozici kooperátora, v roce 1924–1930 působil jako duchovní v Novém Městě na Moravě. V roce 1934 a 1936 pak působil jako duchovní a učitel náboženství ve Znojmě. Působení na gymnáziu ve Znojmě ukončil v roce 1937 a přešel do Brna. V roce 1938 působil jako pedagog náboženství v Brně na Starém Brně. Stal se nositelem titulu Monsignore a papežským komořím, zemřel v roce 1963 v Brně. Působil také u církevního soudu.